# Железный сурик
Желе́зный су́рик, иногда о́хра желе́зная или желе́зистая охра — по своему химическому составу представляет собой оксид железа Fe2O3, имеющий насыщенный коричнево-красный цвет и высокую плотность.
Твёрдое и химически стойкое вещество, обладающее абразивными свойствами и высокой стойкостью к нагреванию.

## Свойства и название
Наряду с глинами, в качестве основной примеси железный сурик входит в состав большинства природных охр (в форме гидрата окиси железа), обуславливая их красноватый или рыжий оттенок. Чем больше содержание железного сурика, тем краснее цвет охры. 
Железный сурик исторически известен также под многими другими названиями, чаще всего, представлявшими собой профессиональные термины или таковой же жаргон. Шире других употреблялись технические термины «мумия» или колькотар (полировальная красная краска), под которыми железный сурик поставлялся в металлообрабатывающие мастерские и на фабрики. Между рабочими также бытовали названия, связанные с цветом и эксплуатационными свойствами этого абразива: кровавик (гематит) или крокус.

## Применение
Основными областями применения железного сурика являются: 
- получение пигмента для производства красок и грунтовок и наполнения пластмасс и резин
- огнезащитные составы (пропитки и покрытия), огнетушащие порошки.
- производство термита
- катализаторы
- стекловарение
- полирование стекла и металлов
- в инструментах для бурения